# Tournoi de clôture du championnat du Honduras de football 2005
Navigation
Saison précédente Saison suivante
Le Tournoi Clausura 2005 est le quinzième tournoi saisonnier disputé au Honduras.
C'est cependant la 46e fois que le titre de champion du Honduras est remis en jeu.
Lors de ce tournoi, le CD Marathon a tenté de conserver son titre de champion du Honduras face aux neuf meilleurs clubs honduriens.
Chacun des dix clubs participant était confronté deux fois aux neuf autres équipes. Puis les quatre meilleures se sont affrontées lors d'une phase finale à la fin du tournoi.
Seulement une place était qualificative pour la Copa Interclubes UNCAF.

## Les 10 clubs participants
| \| Broncos UNAH CD Marathon Real España CD Motagua CD Olimpia CD Motagua CD Olimpia Atlético Olanchano CD Platense CD Marathon Real España Municipal Valencia CD Victoria CD Vida CD Victoria CD Vida \| Localisation des clubs. |
| Broncos UNAH CD Marathon Real España CD Motagua CD Olimpia CD Motagua CD Olimpia Atlético Olanchano CD Platense CD Marathon Real España Municipal Valencia CD Victoria CD Vida CD Victoria CD Vida                               |

| Club                    | Stade                        | Capacité          | Ville          |
| Broncos UNAH            | Stade inconnu                | Capacité inconnue | Danlí          |
| CD Marathon             | Stade Yankel Rosenthal       | 15 000            | San Pedro Sula |
| CD Motagua              | Stade Tiburcio Carias Andino | 35 000            | Tegucigalpa    |
| CD Olimpia              | Stade Tiburcio Carias Andino | 35 000            | Tegucigalpa    |
| Atlético Olanchano (en) | Stade Rubén Guifarro         | 5 000             | Catacamas      |
| CD Platense             | Stade Excelsior              | 10 000            | Puerto Cortés  |
| Real España             | Stade Francisco Morazán      | 20 000            | San Pedro Sula |
| Municipal Valencia (en) | Stade Fausto Flores Lagos    | 5 000             | Choluteca      |
| CD Victoria             | Stade Nilmo Edwards          | 25 000            | La Ceiba       |
| CD Vida                 | Stade Nilmo Edwards          | 25 000            | La Ceiba       |

## Compétition
Le tournoi Clausura s'est déroulé de la même façon que les tournois saisonniers précédents, en deux phases :
- La phase de qualification : les dix-huit journées de championnat.
- La phase finale : les matchs aller-retour allant des demi-finales à la finale.

### Phase de qualification
Lors de la phase de qualification les dix équipes affrontent à deux reprises les neuf autres équipes selon un calendrier tiré aléatoirement.
Les quatre meilleures équipes sont qualifiées pour les demi-finales.
Le classement est établi sur le barème de points classique (victoire à 3 points, match nul à 1, défaite à 0).
Le départage final se fait selon les critères suivants :
- Le nombre de points.
- La différence de buts générale.
- La différence de buts particulière.
- Le nombre de buts marqué.

### Classement
| Rang | Équipe                      | Pts | J  | G  | N  | P  | Bp | Bc | Diff |
| ---- | --------------------------- | --- | -- | -- | -- | -- | -- | -- | ---- |
| 1    | CD Olimpia                  | 38  | 18 | 11 | 5  | 2  | 29 | 14 | +15  |
| 2    | CD Marathon (T)             | 27  | 18 | 7  | 6  | 5  | 24 | 22 | +2   |
| 3    | Broncos UNAH                | 26  | 18 | 6  | 8  | 4  | 7  | 8  | -1   |
| 4    | CD Platense                 | 24  | 18 | 6  | 6  | 6  | 24 | 19 | +5   |
| 5    | CD Motagua                  | 23  | 18 | 4  | 11 | 3  | 18 | 18 | 0    |
| 6    | Real España                 | 22  | 18 | 5  | 7  | 6  | 22 | 22 | 0    |
| 7    | CD Vida                     | 22  | 18 | 5  | 7  | 6  | 16 | 19 | -3   |
| 8    | CD Victoria                 | 21  | 18 | 5  | 6  | 7  | 19 | 24 | -5   |
| 9    | Municipal Valencia (en) (P) | 18  | 18 | 3  | 9  | 6  | 10 | 13 | -3   |
| 10   | Atlético Olanchano (en)     | 14  | 18 | 3  | 5  | 10 | 21 | 31 | -10  |

| Légende : Qualifications et relégations | Légende : Qualifications et relégations                  |
| --------------------------------------- | -------------------------------------------------------- |
|                                         | Qualifié pour les demi-finales                           |
|                                         | (T) : Tenant du titre (P) : Promu de la saison 2003-2004 |

#### Matchs
| Résultats (▼dom., ►ext.)                                   | Ola | Mar | Mot | Oli | Pla | Esp | Bro | Val | Vic | Vid |
| Atlético Olanchano (en)                                    |     | 1-2 | 2-2 | 1-2 | 1-1 | 3-2 | 2-0 | 1-1 | 2-1 | 0-1 |
| CD Marathon                                                | 0-0 |     | 3-1 | 0-0 | 1-4 | 4-3 | 1-0 | 2-1 | 0-1 | 0-0 |
| CD Motagua                                                 | 2-2 | 1-1 |     | 0-0 | 1-1 | 2-1 | 0-0 | 0-0 | 2-1 | 1-1 |
| CD Olimpia                                                 | 3-2 | 1-2 | 2-0 |     | 1-0 | 2-2 | 0-0 | 2-1 | 5-0 | 1-0 |
| CD Platense                                                | 6-2 | 1-3 | 0-0 | 4-2 |     | 2-1 | 0-1 | 1-0 | 1-1 | 0-0 |
| Real España                                                | 1-1 | 1-1 | 1-0 | 1-1 | 3-1 |     | 1-0 | 0-0 | 0-0 | 3-4 |
| Broncos UNAH                                               | 1-0 | 2-1 | 0-0 | 0-3 | 1-0 | 0-0 |     | 0-0 | 0-0 | 1-0 |
| Municipal Valencia (en)                                    | 1-0 | 2-1 | 0-1 | 0-1 | 1-0 | 0-0 | 0-0 |     | 1-2 | 1-1 |
| CD Victoria                                                | 2-0 | 3-2 | 2-2 | 1-2 | 0-2 | 1-2 | 0-0 | 0-0 |     | 1-2 |
| CD Vida                                                    | 3-2 | 0-0 | 1-3 | 0-1 | 0-0 | 1-0 | 0-1 | 1-1 | 1-3 |     |
| - Victoire à domicile - Match nul - Victoire à l'extérieur |     |     |     |     |     |     |     |     |     |     |

#### Classement cumulatif
| Rang | Équipe                      | Pts | J  | G  | N  | P  | Bp | Bc | Diff |
| ---- | --------------------------- | --- | -- | -- | -- | -- | -- | -- | ---- |
| 1    | CD Olimpia (C)              | 77  | 36 | 23 | 8  | 5  | 68 | 31 | +37  |
| 2    | CD Marathon (C)             | 61  | 36 | 17 | 10 | 9  | 47 | 39 | +8   |
| 3    | Real España                 | 53  | 36 | 14 | 11 | 11 | 45 | 34 | +11  |
| 4    | CD Victoria                 | 52  | 36 | 13 | 13 | 10 | 51 | 50 | +1   |
| 5    | CD Platense                 | 45  | 36 | 12 | 9  | 15 | 45 | 47 | -2   |
| 6    | CD Vida                     | 44  | 36 | 11 | 11 | 14 | 36 | 42 | -6   |
| 7    | CD Motagua                  | 41  | 36 | 8  | 17 | 11 | 38 | 43 | -5   |
| 8    | Municipal Valencia (en) (P) | 37  | 36 | 7  | 16 | 13 | 27 | 38 | -11  |
| 9    | Broncos UNAH                | 36  | 36 | 8  | 12 | 16 | 19 | 38 | -19  |
| 10   | Atlético Olanchano (en)     | 34  | 36 | 7  | 13 | 16 | 44 | 58 | -14  |

| Légende : Qualifications et relégations | Légende : Qualifications et relégations                                                |
| --------------------------------------- | -------------------------------------------------------------------------------------- |
|                                         | Copa Interclubes UNCAF 2005 (en) (1er Tour)                                            |
|                                         | Relégué en Liga Nacional de Ascenso                                                    |
|                                         | (C) : Vainqueur d'un des deux tournois de la saison (P) : Promu de la saison 2003-2004 |

### La Phase Finale
Les quatre équipes qualifiées sont réparties dans le tableau final d'après leur classement général, le deuxième affrontant le troisième et le premier affrontant le quatrième lors des demi-finales.
En cas d'égalité sur la somme des deux matchs, c'est la position au classement général qui départage les deux équipes, sauf pour la finale où des prolongations puis une séance de tirs au but ont éventuellement lieu.

#### Tableau
|  |              |            |             |            |            |     |   |        |        |        |        |        |
|  | 1/2 finale   | 1/2 finale | 1/2 finale  | 1/2 finale | 1/2 finale |     |   | Finale | Finale | Finale | Finale | Finale |
|  |              |            |             |            |            |     |   |        |        |        |        |        |
|  |              |            |             |            |            |     |   |        |        |        |        |        |
|  | CD Olimpia   | (1)        | 1           | 3          |            |     |   |        |        |        |        |        |
|  | CD Olimpia   | (1)        | 1           | 3          |            |     |   |        |        |        |        |        |
|  | CD Platense  | (4)        | 1           | 0          |            |     |   |        |        |        |        |        |
|  | CD Platense  | (4)        | 1           | 0          | CD Olimpia | (1) | 1 | 2      |        |        |        |        |
|  |              |            |             |            |            | (1) | 1 | 2      |        |        |        |        |
|  |              |            | CD Marathon | (2)        | 1          | 1   |   |        |        |        |        |        |
|  | CD Marathon  | (2)        | CD Marathon | (2)        | 1          | 1   |   |        |        |        |        |        |
|  | CD Marathon  | (2)        |             |            |            |     |   |        |        |        |        |        |
|  | Broncos UNAH | (3)        |             |            |            |     |   |        |        |        |        |        |
|  | Broncos UNAH | (3)        |             |            |            |     |   |        |        |        |        |        |

#### Demi-finales
| Club        | Aller | Retour | Club         | Commentaire |
| CD Olimpia  | 1-1   | 3-0    | CD Platense  |             |
| CD Marathon | 1-1   | 0-0    | Broncos UNAH |             |

#### Finale
| Match aller | CD Marathon  | 1:1 | CD Olimpia       | Stade Yankel Rosenthal |  |
| 22 mai 2005 | Milton Núñez |     | Wílmer Velásquez |                        |  |

| Match retour | CD Olimpia                           | 2:1 | CD Marathon  | Stade Tiburcio Carias Andino |  |
| 29 mai 2005  | Juan Manuel Cárcamo · Danilo Tosello |     | Milton Núñez |                              |  |

## Bilan du tournoi
| Tableau d'Honneur     |            |
| Compétition           | Vainqueur  |
| Tournoi Clausura 2005 | CD Olimpia |

| Qualifications continentales 2005-2006 |                        |
| Copa Interclubes UNCAF                 | Qualifiés              |
| Premier tour (en)                      | CD Olimpia CD Marathon |

| Promotions et relégations           |                         |
| Relégué en Liga Nacional de Ascenso | Atlético Olanchano (en) |
| Promu de Liga Nacional de Ascenso   | Hispano FC (en)         |